# Czeladź (gmina wiejska)
Czeladź – dawna gmina wiejska, istniejąca przejściowo w 1915 roku na okupowanym Zagłębiu Dąbrowskim podczas I wojny światowej. Siedzibą władz gminy była osada Czeladź (obecnie miasto).
Gmina Czeladź została utworzona w 1915 roku w powiecie będzińskim przez niemieckie władze okupacyjne przez wyłączenie z gminy Gzichów (należącej uprzednio do Królestwa Polskiego pod zaborem rosyjskim) osady Czeladź z kopalniami Saturn (Saturngrube) i Czeladź (Grube Czeladz) i utworzenie w niej samodzielnej gminy wiejskiej. 2 sierpnia 1915 nastąpił rozpad gminy Gzichów.
5 listopada 1915 roku gminę Czeladź zniesiono, przekształcając ją w miasto, a pierwszym burmistrzem został niejaki pan Kubin. W 1916 roku miasto liczyło 17 500 mieszkańców i posiadało 2 szkoły.
Po odzyskaniu przez Polskę niepodległości, władze polskie uznały Czeladź formalnie za miasto 7 lutego 1919